# Tsaratanana (miasto)
Tsaratanana – miasto w środkowo-północnej części Madagaskaru, w regionie Betsiboka. W 2005 roku liczyło 15 445 mieszkańców.
W pobliżu miasta położone jest lokalne lotnisko. W miejscowości znajduje się szkoła podstawowa, szkoła średnia oraz szpital.
98% ludności znajduje zatrudnienie w rolnictwie (w tym 33% utrzymuje się z hodowli zwierząt). Głównie uprawia się ryż, bananowce oraz maniok. W usługach pracuje 2% populacji.